# حذالاوات
الحذالاوات (الاسم العلمي: Leptanillinae)، فُصيلة نمل من رتبة غشائيات الأجنحة، وتنقسم الفُصيلة إلى قبيلتان الحذالية والنملاوات الشاذة.